# Păltinișu (okręg Mehedinți)
Păltinișu – wieś w Rumunii, w okręgu Mehedinți, w gminie Căzănești. W 2011 roku liczyła 131 mieszkańców.